# 네크라솝스카야선
네크라솝스카야선(러시아어: Некрасовская линия)은 모스크바 지하철의 15호선이다. 8개 역에 길이는 16.7 km이다. 네크라솝카 역이 기점이며 니제고로츠카야 역이 종점이다. 노선색은 분홍색이다. 이 노선은 한시적으로 니제고로츠카야 역에서 레포르토보 역 간 볼샤야 콜체바야 선의 별도 구간과 함께 개통되어 직통 운행이 실시된다. 볼샤야 콜체바야 선이 완공된 후에는 별개 노선으로 전환되어 상호 환승을 시행하고 니제고로츠카야 역까지만 단축 운행한다.

## 노선 개요
네크라소프스카야 선은 네크라솝카 역에서 출발해 니제고로츠카야 역을 연결한다. 1단계 구간인 네크라솝카 ~ 코시노 구간은 2019년 6월 3일에 개통되었고, 2단계 구간인 코시노 ~ 니제고로츠카야 역 구간은 2020년 3월 27일에 개통되었다. 시 관계자들은 완공이 되면 타간스코 크라스노프레스넨스카야 선의 교통량을 분산할 수 있을 것으로 기대하고 있다.

## 명칭
공사 당시 이 노선을 코주홉스카야 선이라고 불렀다. 이 지역의 작은 마을에서 유래한 이 지명에 대한 한 가지 우려는 류블린스코 드미트롭스카야 선에 이미 같은 이름의 다른 지역에서 노선명을 얻은 코주홉스카야 역이 존재하여 혼란의 가능성이 있었다.
시는 이 노선의 이름을 네크라솝스카야 선으로 바꾸기 위해 액티브 시민 포털을 통해 투표를 시작했다. 응답자들은 명칭 변경을 지지하는 73.4%의 찬성으로 투표하였고, 2018년 11월 모스크바 지하철 공식 지도에서 본 노선을 네크라솝스카야 선이라고 제정했다. 이로써 모스크바 주민들은 새로운 노선의 명칭 변경에 투표한 지 2년 만에 실현되었다.

## 구간
| 구간                    | 개통일          | 길이    |
| ----------------------- | --------------- | ------- |
| 네크라솝카 - 코시노     | 2019년 6월 3일  | 6.9 km  |
| 코시노 - 니제고로츠카야 | 2020년 3월 27일 | 9.8 km  |
| 총합:                   | 8역             | 16.7 km |

## 환승역
|  | 노선                               | 환승역         |
|  | ---------------------------------- | -------------- |
|  | 타간스코 크라스노프레스넨스카야 선 | 코시노         |
|  | 볼샤야 콜체바야 선                 | 니제고로츠카야 |
|  | 모스크바 중앙 순환선               | 니제고로츠카야 |